# Гурабо (Порторико)
Гурабо (шп. Gurabo) је општина у америчкој острвској територији Порторико, острвској држави Кариба.

## Демографија
По попису из 2010. године број становника је 45.369, што је 8.626 (23,5%) становника више него 2000. године.
| Група             | 2000.          | 2010.          |
| Белци             | 276 (0,8%)     | 253 (0,6%)     |
| Афроамериканци    | 3.707 (10,1%)  | 6.615 (14,6%)  |
| Азијати           | 42 (0,1%)      | 48 (0,1%)      |
| Хиспаноамериканци | 36.383 (99,0%) | 45.015 (99,2%) |
| Укупно            | 36.743         | 45.369         |